# مارکوس دینانگا
مارکوس دینانگا (انگلیسی: Marcus Dinanga؛ زادهٔ ۳۰ ژوئن ۱۹۹۷) بازیکن فوتبال اهل بریتانیا است.